# İbret-i Alem
İbret-i Alem è il primo album di Emre Altuğ, pubblicato il 28 agosto 1998.

## Tracce
Testi dello stesso Emre Altuğ (eccetto dove indicato), così come le musiche
1. İbret-i Alem – 4:16 (testo: Emre Altuğ – musica: Emre Altuğ, Levent Yüksel)
2. Yasak – 3:47 (testo: Emre Altuğ – musica: Emre Altuğ)
3. Yani – 4:56 (testo: Fırat Tanış – musica: Emre Altuğ)
4. Asla Dönmem – 4:56 (testo: Emre Altuğ – musica: Emre Altuğ)
5. Hasret – 4:49 (testo: Emre Altuğ – musica: Emre Altuğ)
6. Şaşkın (duetto con Sertab Erener) – 4:11 (testo: Erkin Koray – musica: Erkin Koray)
7. Nerdesin – 4:39 (testo: Emre Altuğ, Sertab Erener – musica: Emre Altuğ)
8. Yaralı Dilberim – 4:15 (testo: Emre Altuğ – musica: Emre Altuğ)
9. Bırakın Beni – 5:11 (testo: Emre Altuğ – musica: Sertab Erener, Emre Altuğ)
10. Dertlere Derman Olsam – 4:22 (testo: Atilla Özdemiroğlu,Emre Altuğ – musica: Emre Altuğ)

## Formazione
- Emre Altuğ, Sertab Erener, Levent Yüksel,Cihan Okan, Elif Ersoy, Bahar Şimşek,Ant Şimşek - voce, cori (nel brano 2)
- Emre Altuğ, Levent Yüksel,Cihan Okan, Elif Ersoy,Ant Şimşek, Bahar Şimşek - voce, cori(nel brano 1 e 4)
- Emre Altuğ, Sertab Erener,Elif Ersoy, Bahar Şimşek- voce, cori (nel brano 6)
- Sertab Erener, Emre Altuğ - voce, cori (nel brano 9)
- Emre Altuğ - voce
- Serdar Ateşer-bassista
- Erkin Koray - chitarra elettrica
- Levent Yüksel- bassista(nel brano 3)
- Atilla Özdemiroğlu-Violino,
- Sarp Özdemiroğlu-Percussione,
- Tansel Doğanay-Fisarmonica,
- Eyüp Hamiş-Fyelli,
- Erkan Oğur-chitarra elettronica
- Emre Altuğ, Levent Yüksel - voce(nel brano 5 e 8)